# Allabad, Bhalki
Allabad là một làng thuộc tehsil Bhalki, huyện Bidar, bang Karnataka, Ấn Độ.